# Malcolm al II-lea al Scoției
Máel Coluim mac Cináeda (în gaelica modernă, Maol Chaluim mac Choinnich, cunoscut în listele mai recente după numele englez de Malcolm al II-lea),  (n. 5 octombrie 954 d.Hr. – d. 25 noiembrie 1034, Glamis⁠(d), Angus, Scoția, Regatul Unit), a fost rege al scoților din 1005 și până la moartea sa. A fost fiul lui Cináed mac Maíl Coluim; Profeția lui Berchán afirmă că mama sa era o femei din Leinster și îl denumește Máel Coluim Forranach, „distrugătorul”.
Pentru analele irlandeze care i-au înregistrat moartea, Máel Coluim a fost ard rí Alban, Înalt Rege al Scoției. În același fel în care Brian Bóruma, Înalt Rege al Irlandei, nu a fost singurul rege din Irlanda, Máel Coluim a fost unul din multiplii regi ce domneau în zona geografică a Scoției moderne: printre alți regi contemporani cu el se numără regele de Strathclyde, care domnea în sud-vest, diferiți regi galo-vikingi de pe coastele de vest și din Insulele Hebride și cei mai apropiați și mai periculoși rivali, regii din Mormaers of Moray. Către sud, în Regatul Angliei, earlii de Bernicia și Northumbria, ai căror predecesori domniseră ca regi ai Northumbriei peste mare parte din sudul Scoției, încă mai controlau teritorii vaste în sud-est.

## Primii ani
În 997, ucigașul lui Causantín mac Cuilén este considerat a fi Cináed mac Maíl Coluim. Întrucât nu exista niciun Cináed cunoscut a fi în viață la acea vreme (Cináed mac Maíl Coluim murise în 995), aceasta este considerată a fi o confuzie fie cu Cináed mac Duib, care i-a urmat lui Causantín, sau, posibil, chiar cu Máel Coluim, fiul lui Cináed al II-lea. Indiferent dacă Máel Coluim l-a ucis sau nu pe Causantín, în mod sigur în 1005 el l-a ucis pe succesorul lui Causantín, Cináed al III-lea, în bătălie la Monzievaird în Strathearn.
Ioan de Fordun scrie că Máel Coluim a învins o armată norvegiană „aproape în primele zile de după încoronare”, dar acest lucru nu apare în niciun alt izvor istoric. Fordun afirmă că episcopia Mortlachului (mutată ulterior la Aberdeen) a fost înființată în semn de mulțumire pentru victoria în fața norvegienilor.

## Copiii
Malcolm al II-lea a dat dovadă de o abilitate de supraviețuire rară în rândul regilor scoțieni timpurii, domnind douăzeci și nouă de ani. A fost un om inteligent și ambițios. Tradiția brehonilor era aceea ca succesorul lui Malcolm să fie ales de el din rândul descendenților regelui Aedh, cu consimțământul sfetnicilor lui Malcolm și al bisericii. Cu scopul declarat de a pune capăt violentelor dușmănii de clan din nordul Scoției, dar influențat evident de modelul feudal normand, Malcolm a ignorat tradiția și s-a hotărât să păstreze succesiunea în familia sa. Întrucât Malcolm nu avea însă niciun fiu, a negociat o serie de căsătorii dinastice pentru cele trei fiice ale sale, cu bărbați care ar fi fost altfel rivali, asigurându-și loialitatea principalelor căpetenii rude cu ginerii săi. Mai întâi a căsătorit-o pe fiica sa Bethóc cu Crinan, Thane al Insulelor, liderul casei Atholl și abate secular al Dunkeldului; apoi pe cea mai mică fiică a sa, Olith, cu Sigurd, earl de Orkney. Fiica mijlocie, Donada, a fost căsătorită cu Findláich, mormaer de Moray, Thane de Ross și Cromarty și urmaș al lui Loarn din Dalriada. Aceasta a fost o manevră riscantă în raport cu regulile de succesiune ale gaelilor, dar prin aceasta el și-a asigurat spatele și, profitând de reluarea atacurilor vikingilor asupra Angliei, a înaintat cu armata în sud pentru a lupta cu englezii. I-a învins pe angli la Carham în 1018 și l-a pus pe nepotul său, Duncan, fiul abatelui Dunkeldului și ales de el ca Tanist, în Carlisle pe tronul Cumbriei în același an.

## Bernicia
Prima relatare solidă despre domnia lui Máel Coluim este cea despre o invazie a Berniciei în 1006, probabil tradiționala crech ríg („pradă regală”, un raid al unui nou rege prin care acesta își demonstra priceperea în război), care a implicat un asediu al Durhamului. Aceasta pare să se fi soldat cu o înfrângere grea pentru northumbrienii, în frunte cu Uhtred din Bamburgh, viitorul earl al Berniciei, relatată în analele Ulsterului.
Un al doilea război Bernicia, probabil în 1018, a avut și mai mult succes. Bătălia de la Carham, de pe râul Tweed, a fost o victorie a scoților în frunte cu Máel Coluim și a oamenilor lui Strathclyde în frunte cu regele lor, Owen cel Pleșuv. În acest moment Earl Uchtred era probabil mort, iar Eiríkr Hákonarson a fost numit earl al Northumbriei de către cumnatul său Cnut cel Mare, deși se pare că autoritatea sa se limita la zona sudică a regiunii, fostul regat Deira, și nu se știe să fi luat vreo măsură împotriva scoților. Lucrarea De obsessione Dunelmi (Asediul Durhamului, asociată cu Symeon din Durham) susține că fratele lui Uchtred Eadwulf Cudel a cedat Lothianul lui Máel Coluim, probabil în urma înfrângerii de la Carham. Această regiune pare a fi compusă din teritoriile dintre Dunbar și Tweed întrucât alte părți ale Lothianului fuseseră sub controlul scoților înainte de acest moment. S-a sugerat că Cnut ar fi primit tribut de la scoți pentru Lothian, dar cum se pare nu a primit nimic de la earlii bernicieni, aceste afirmații sunt improbabile.

## Cnut
Cronica anglo-saxonă afirmă că Cnut și-a condus armata în Scoția la întoarcerea din pelerinajul efectuat la Roma. Cronica afirmă că aceasta s-a întâmplat în 1031, dar sunt motive pentru care istoricii bănuiesc că ar fi fost în 1027. Cronicarul burgund Rodulfus Glaber relatează expediția la scurt timp după aceasta, descriindu-l pe Máel Coluim ca fiind „puternic în resurse și arme ... foarte creștin în credință și faptă”. Ralph afirmă că între Máel Coluim și Cnut s-a ajuns la pace prin intervenția lui Richard, ducele Normandiei, fratele soției lui Cnut Emma. Richard a murit pe la 1027 iar scrierile lui Rodulfus sunt aproape contemporane cu evenimentele.
S-a sugerat și că originea conflictului dintre Cnut și Máel Coluim stă în pelerinajul lui Cnut la Roma, și în încoronarea Împăratului Roman Conrad al II-lea, unde Cnut și Rudolph al III-lea, regele Burgundiei, au fost oaspeți de onoare. Dacă Máel Coluim ar fi fost prezent, și repetatele afirmații despre pioșenia sa în anale sugerează că este foarte posibil ca și el să fi făcut un pelerinaj lar Roma, așa cum a făcut și Mac Bethad mac Findláich („Macbeth”) ulterior, atunci încoronarea i-ar fi permis lui Máel Coluim să denunțe vreo suzeranitate a lui Cnut asupra sa.
Cnut a obținut mai puțin decât regii englezi dinaintea sa, o promisiune de pace și prietenie în locul promisiunii de ajutor pe uscat și pe mare obținută de Edgar și de alți regi. Izvoarele afirmă că Máel Coluim era însoțit de unul sau doi alți regi, în mod sigur de Mac Bethad, și probabil și de Echmarcach mac Ragnaill, regele Mannului și al insulelor, și al Galloway-ului. Cronica anglo-saxonă remarcă supunerea „dar el [Máel Coluim] a acceptat-o doar scurtă vreme”. Cnut era în curând prea ocupat de luptele din Norvegia contra lui Olaf Haraldsson și se pare că nu s-a mai interesat de conflictele cu Scoția.

## Orkney și Moray
Olith, una dintre fiicele lui Máel Coluim, s-a căsătorit cu Sigurd Hlodvisson, earl de Orkney. S-a spus despre fiul lor, Thorfinn Sigurdsson, că avea cinci ani atunci când Sigurd a fost ucis la 23 aprilie 1014 în bătălia de la Clontarf. Orkneyinga Saga afirmă că Thorfinn a fost crescut la curtea lui Máel Coluim și că bunicul său i-a încredințat Mormaeratul Caithness. Thorfinn, afirmă Heimskringla, era aliat al regelui scoților și conta pe susținerea lui Máel Coluim împotriva „tiraniei” regelui norvegian Olaf Haraldsson. Cronologia vieții lui Thorfinn este problematică, și se poate ca el să fi deținut o parte din Orkney în copilărie, dacă chiar avea cinci ani în 1014. Oricare ar fi succesiunea evenimentelor, înainte de moartea lui Máel Coluim, un vasal al regelui scoților controla Caithness și Orkney.
Dacă Máel Coluim avea vreun control asupra Morayului, ceea ce este departe de a fi universal acceptat, atunci analele consemnează o serie de evenimente ce sugerează o luptă pentru putere în nord. În 1020, tatăl lui Mac Bethad Findláech mac Ruaidrí a fost ucis de fiii fratelui său Máel Brigte. Se pare că Máel Coluim mac Máil Brigti a preluat controlul asupra Morayului, întrucât moartea sa este consemnată în 1029.
În pofida relatărilor din cronicile irlandeze, scriitorii englezi și scandinavi par să-l considere pe Mac Bethad ca fiind rege de drept al Morayului: aceasta rezultă din felul cum descriu ei întâlnirea cu Cnut din 1027, înainte de moartea lui Máel Coluim mac Máil Brigti. Lui Máel Coluim i-a urmat pe tronul de rege sau mormaer fratele său Gille Coemgáin, soțul lui Gruoch, o nepoată a regelui Cináed al III-lea. S-a presupus că Mac Bethad a fost vinovat de uciderea lui Gille Coemgáin în 1032, dar dacă Mac Bethad avea vreun motiv de conflict în uciderea tatălui său în 1020, atunci Máel Coluim avea și el motive să se bucure de moartea lui Gille Coemgáin. Nu doar că strămoșii lui Gille Coemgáin uciseseră pe mulți din neamul lui Máel Coluim, dar Gille Coemgáin și fiul său Lulach erau rivali la tron. Máel Coluim nu avea fii, iar situația planurilor sale de succesiune era amenințată. Ca urmare, în anul următor, fratele sau nepotul de frate al lui Gruoch, care ar fi putut deveni în cele din urmă rege, a fost ucis de Máel Coluim.

## Strathclyde și succesiunea
Prin tradiție, s-a presupus că regele Eógan cel Pleșuv al Strathclyde-ului a murit în bătălia de la Carham și că regatul a trecut de atunci în mâinile scoților. Există însă dovezi foarte vagi în acest sens. Nu este deloc sigur că Eógan a murit la Carham, și este destul de clar că au existat regi ai Strathclyde-ului până în 1054, când Edward Confesorul l-a trimis pe earlul Siward sa-l pună pe tron pe „Máel Coluim fiul regelui cumbrilor”. Confuzia este una de dată veche, probabil inspirată de William din Malmesbury cu adăugiri ale lui Ioan din Fordun, dar nu există dovezi clare că regatul Strathclyde ar fi făcut parte din regatul scoților, în loc să fie un regat autonom, înainte de vremea strănepotului lui Máel Coluim al II-lea al Scoției, Máel Coluim mac Donnchada.
Până în anii 1030, din posibilii fii ai lui Máel Coluim, nu mai era niciunul în viață. Singurele indicii că ar fi avut vreun fiu apar în cronica lui Rodulfus Glaber în care se spune că Cnut ar fi fost naș al unui fiu al lui Máel Coluim. Nepotul său, Thorfinn, nu a fost acceptat ca rege al scoților, iar regele a ales unul din fiii celeilalte fiice, Bethóc, căsătorită cu Crínán, abate secular al Dunkeldului, și posibil mormaer al Athollului. Posibil doar ca o coincidență, în 1027 analele irlandeze relataseră arderea Dunkeldului, fără însă a detalia circumstanțele. Moștenitorul ales al lui Máel Coluim, și primul tánaise ríg cunoscut cu certitudine în Scoția, a fost Donnchad mac Crínáin („Duncan I”).
Este posibil ca o a treia fiică a lui Máel Coluim să se fi căsătorit cu Findláech mac Ruaidrí și ca Mac Bethad să-i fi fost astfel nepot, dar nu sunt dovezi clare în acest sens.

## Moartea și posteritatea

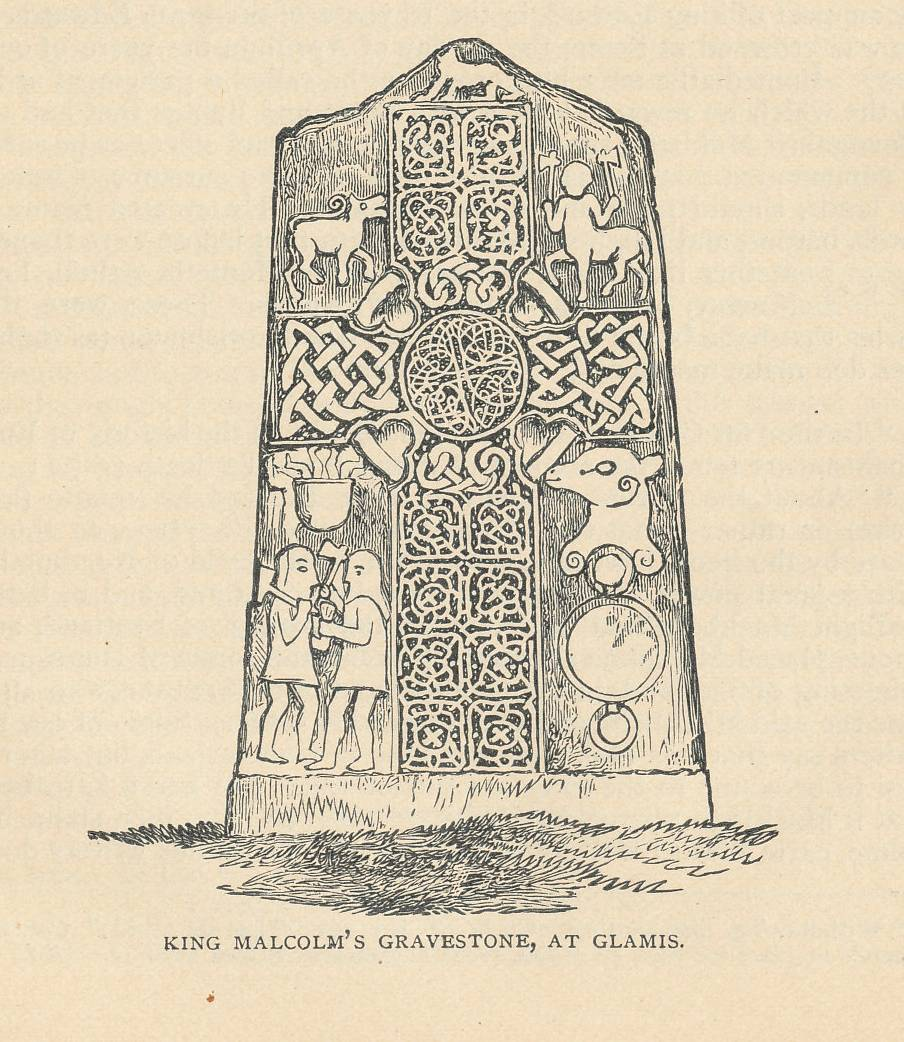
Gravură din secolul al XIX-lea a pietrei funerarea a regelui Malcolm (Glamis nr. 2) din Glamis

Máel Coluim a murit în 1034, Marianus Scotus punând data ca fiind 25 noiembrie 1034. Listele de regi afirmă că ar fi murit la Glamis, fiind descris ca un rege „prea-glorios” și „prea-victorios”. Analele din Tigernach afirmă că „Máel Coluim mac Cináeda, rege al Scoției, onoarea întregii Europe de vest, a murit.” Profeția lui Berchán, probabil sursa de inspirație a relatărilor lui Ioan din Fordun și Andrew din Wyntoun în care Máel Coluim este ucis luptând cu bandiții, afirmă că a murit violent, în luptă cu „paricizii”, despre care sugerează că ar fi fiii lui Máel Brigte din Moray.
Probabil cea mai notabilă informație despre moartea lui Máel Coluim este relatarea lui Marianus, coroborată cu lipsa de informații din analele irlandeze, care arată că Donnchad I a devenit rege și a domnit cinci ani și nouă luni. Dat fiind că moartea sa în 1040 este descrisă de analele din Tigernach ca survenind „la o vârstă imatură”, în 1034 probabil că era tânăr. Absența oricărei opoziții sugerează că Máel Coluim înlăturase ferm orice opoziție pe parcursul vieții sale.
Tradiția, din vremea lui Fordun sau chiar mai veche, este că piatra pictă astăzi denumită „Glamis 2” este „piatra funerară a regelui Malcolm”. Ea este o piatră de clasă II, formată probabil prin reutilizarea unui monolit din epoca bronzului. Datarea ei nu este certă, fiind propuse numeroase date, începând cu secolul al VIII-lea. Asocierea cu Máel Coluim a fost propusă pe baza iconografiei gravurilor.
În ce privește chestiunea presupusului pelerinaj al lui Máel Coluim, pelerinajele la Roma sau călătoriile în alte locuri îndepărtate, nu erau ceva neobișnuit. Thorfinn Sigurdsson, Cnut și Mac Bethad au fost menționați cu siguranță. Se știe că Rognvald Kali Kolsson a plecat în cruciade în Mediterana în secolul al XII-lea. În perioada lui Malcolm, Dyfnwal al Strathclyde-ului a murit în pelerinajul la Roma în 975, ca și Máel Ruanaid uá Máele Doraid, regele din Cenél Conaill, în 1025.
Nu se știe mult despre activitățile lui Máel Coluim în afara războaielor și uciderilor. Cartea Deerului consemnează că Máel Coluim „a dăruit impozitele regale [colectate] la Biffie și la Pett Meic-Gobraig, și două davoch” mănăstirii Old Deer. Probabil că nu el a fost fondatorul episcopiei Mortlach-Aberdeen. Ioan de Fordun spune o poveste ciudată cu referire la presupusele „legi ale lui Malcolm MacKenneth”, afirmând că Máel Coluim a dat toată Scoția, cu excepția Dealului Moot de la Scone, care este probabil o născocire.